# 에런 디스뮤크

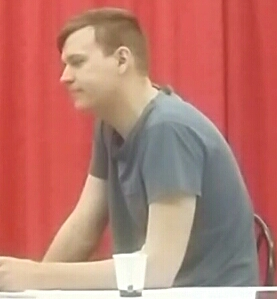

에런 디스뮤크(Aaron Dismuke, 1992년 10월 13일 ~ )는 미국의 성우이다. 애니메이션 《강철의 연금술사》에서 알폰스 엘릭 역으로 유명하다.
타런트군에서 태어났다.

## 영화
- 크게 휘두르며 (2007년)
- 강철의 연금술사 - 샴발라를 정복한 자 (2005년)
- 루팡 3세 - 죽여버려! 노스트라다무스 (1995년)